# بخش مورگان (شهرستان باتلر، اوهایو)
بخش مورگان (به انگلیسی: Morgan Township) یک منطقهٔ مسکونی در ایالات متحده آمریکا است که در شهرستان باتلر، اوهایو واقع شده‌است.
 بخش مورگان ۹۵٫۳ کیلومتر مربع مساحت و ۵٬۵۱۵ نفر جمعیت دارد و ۲۲۳ متر بالاتر از سطح دریا واقع شده‌است.